# Ambystoma californiense
La salamandra tigre de California (Ambystoma californiense) es un anfibio en peligro de extinción nativo del norte de California. Antes considerada una subespecie de la salamandra tigre (Ambystoma tigrinum), la salamandra tigre de California, que es endémica, fue recientemente categorizada como una especie por separado.

## Descripción
La salamandra tigre de California es un anfibio de gran tamaño. Los adultos pueden crecer de 20 a 25 centímetros, y tienen puntos negros, amarillos o color crema; las larvas tienen color verde grisáceo. Las salamandras tigre de California tiene ojos prominentes con pupilas negras.

## Hábitat
La salamandra tigre de California depende del agua para reproducirse, su hábitat es limitado a los alrededores de grandes lagunas libres de peces o cuerpos de agua similares y necesita elevaciones de más de 1000 m s. n. m.
La salamandra tigre de California se encuentra desde el condado de Sonoma, principalmente en la laguna de Santa Rosa, al sur del condado de Santa Bárbara, en complejos de lagunas primaverales y estanques a través del valle central del condado de Colusa al condado de Kern y en la cadena costera del pacífico.

## Ciclo de vida
Los adultos pasan la mayoría de sus vidas bajo tierra, en agujeros creados por otros animales como ardillas; la salamandra misma no realiza las excavaciones. Poco se sabe de su vida bajo tierra. A este periodo que pasan bajo tierra se le conoce como estivación (el equivalente veraniego de la hibernación), pero la verdadera estivación nunca ha sido observada, y cámaras de fibra óptica en sus madrigueras han permitido ha investigadores observar a la salamandra tigre en búsqueda de comida.
La reproducción toma lugar después de las primeras lluvias a finales de otoño y principios de invierno, es cuando la temporada húmeda permite a las salamandras migrar al estanque más cercano, un viaje largo que puede durar varios días. La hembra pone los huevos individualmente o en grupos, y eclosionan después de 10 a 14 días.
El periodo larval en la salamandra tigre de California dura de tres a seis meses.
Se cree que la salamandra tigre de California es bastante longeva, pudiendo vivir diez años o más.